# Гамбийская хомяковая крыса
Гамбийская хомяковая крыса (Cricetomys gambianus) — незомиида рода Cricetomys. Является одним из крупнейших представителей семейства мышеобразных; вырастают примерно до 0,9 метра (3 фута) длину, включая хвост, который составляет половину их длины. Ведут ночной образ жизни. Широко распространена в Африке к югу от Сахары, географически от Сенегала до Кении и от Анголы до Мозамбика.
Иногда содержатся в качестве домашних животных. Во Флориде сбежавшие крысы стали инвазивным видом.

## Характеристики
Гамбийская хомяковая крыса имеет очень плохое зрение и поэтому полагается на обоняние и слух. Подобно хомякам имеет защечные мешки. Является частью африканской ветви муроидных грызунов. Средний вес — от 1 до 1,5 кг. В Африке гамбийская хомяковая крыса живет колониями до двадцати особей, обычно в лесах и зарослях. Всеядна, питается овощами, насекомыми, крабами, улитками и др., но предпочитает пальмовые плоды и ядра.
Защечные мешочки позволяют крысе собирать несколько килограммов орехов за ночь для последующего хранения в норе. Нора состоит из длинного прохода с боковыми ответвлениями и камерами для сна и хранения припасов. Гамбийская хомяковая крыса достигает половой зрелости в возрасте 5-7 месяцев. Каждые девять месяцев бывает до четырёх помётов, в каждом помёте — до шести детёнышей. Самцы территориальны и склонны проявлять агрессию при встречах друг с другом.
Средняя продолжительность жизни гамбийской хомяковой крысы составляет от 6 до 8 лет.

## Способность обнаруживать мины и туберкулёз по запаху
Гамбийские хомяковые крысы способны обнаруживать по запаху[уточнить] мины и больных туберкулёзом. Дрессированных крыс называют HeroRATS. Дрессировка гамбийских крыс намного дешевле по сравнению с собаками: обучение одной крысы стоит около 7000 долларов, тогда как обучение собаки обходится примерно в 25 тысяч долларов.
В сентябре 2020 года ученая крыса по имени Магава (Magawa) получила престижную золотую медаль PDSA «Животному за смелость и преданность долгу» (англ. For animal gallantry or devotion to duty) за обнаружение мин в Камбодже. Магава — единственная крыса из тридцати животных, награждённых медалью. За время службы крыса обнаружила более 70 мин и 28 неразорвавшихся боеприпасов. По оценкам в Камбодже осталось до шести миллионов мин и неразорвавшихся боеприпасов.

### Комментарии
1. ↑  PDSA[англ.] — британская ветеринарная благотворительная организация

### Сноски
1. ↑  Полная иллюстрированная энциклопедия. «Млекопитающие» Кн. 2 = The New Encyclopedia of Mammals / под ред. Д. Макдональда. — М.: Омега, 2007. — С. 449. — 3000 экз. — ISBN 978-5-465-01346-8.
2. 1 2  Kingdon, J. (1997). The Kingdon Field Guide to African Mammals. p. 199—200. ISBN 0-12-408355-2
3. ↑  van der Straeten, E.; Kerbis Peterhans, J.; Howell, K. & Oguge, N. (2008). «Cricetomys gambianus» Архивная копия от 7 октября 2018 на Wayback Machine. IUCN Red List of Threatened Species. 2008. Retrieved 11 July 2009.CS1 maint: ref=harv (link)
4. ↑  Keeping and Caring for Gambian Pouched Rats as Pets. Дата обращения: 25 сентября 2020. Архивировано 12 января 2022 года.
5. ↑  Olude, M. A. (2014). The olfactory bulb structure of African giant rat (Cricetomys gambianus, Waterhouse 1840) I: Cytoarchitecture. Anatomical Science International. 89 (4): 224–231. doi:10.1007/s12565-014-0227-0. PMID 24469950.
6. ↑  Pouched rats sniff for land mines and medical samples. Australian Broadcasting Corporation (18 мая 2019). Дата обращения: 22 мая 2019. Архивировано 22 мая 2019 года.
7. ↑  Крыса-герой. Грызун, обнаруживший десятки мин в Камбодже, уходит на пенсию. BBC News Русская служба. Архивировано 13 января 2022. Дата обращения: 5 июня 2021.
8. ↑  Magawa the mine-detecting rat wins PDSA Gold Medal. Дата обращения: 25 сентября 2020. Архивировано 12 января 2022 года.
9. ↑  HeroRAT Magawa - PDSA Gold Medal (англ.). PDSA. Дата обращения: 11 ноября 2020. Архивировано 16 марта 2022 года.